# Octave Lapize
Vous lisez un « article de qualité » labellisé en 2016.
Pour les articles homonymes, voir Lapize.
Louis Octave Lapize, dit Octave Lapize, né le 24 octobre 1887 dans le 14e arrondissement de Paris et mort le 14 juillet 1917 à Toul, est un cycliste français. Professionnel de 1909 à 1914, il est considéré comme l'un des plus grands coureurs de sa génération et possède un riche palmarès. Vainqueur du Tour de France 1910, qui traverse pour la première fois les Pyrénées, il compte également six victoires d'étape dans l'épreuve. Il remporte trois victoires consécutives sur Paris-Roubaix, devenant le premier coureur à réussir cette performance, ainsi que trois titres de champion de France, trois succès sur Paris-Bruxelles et une victoire sur Paris-Tours.
Coureur véloce et de petite taille, il est particulièrement adroit et rapide lors des arrivées au sprint et obtient la plupart de ses victoires sur les classiques. Il excelle également sur la piste, principalement dans les épreuves derrière tandem ou les courses de six jours, et remporte une médaille de bronze aux Jeux olympiques de Londres en 1908.
Réformé pour le service militaire pour surdité d'une oreille, Octave Lapize s'engage néanmoins au début de la Première Guerre mondiale et devient pilote dans l'aviation. Moniteur, il forme cent trente pilotes puis décide de partir au front. Il meurt au combat, abattu par un avion allemand au-dessus du bois de Mort-Mare, en Meurthe-et-Moselle.
Il est en outre l'un des premiers coureurs à avoir autorisé une entreprise, par contrat de licence, à commercialiser des produits sous son nom. Des accessoires cyclistes et des bicyclettes de marque Lapize sont ainsi fabriquées par les sociétés La Française Diamant puis Zéfal et perpétuent la mémoire du champion après sa mort.

## Biographie

### Jeunes années
Louis Octave Lapize, naît le 24 octobre 1887 au no 49 de la rue Bénard, dans une maison du quartier du Petit-Montrouge, située dans le 14e arrondissement de Paris,. Son père, également prénommé Octave, est originaire de Mende, dans le département de la Lozère. À Paris, lors de la naissance de son fils, il exerce la profession de brasseur, installé sur le quai de Jemmapes. Sa femme, Pauline, originaire du Cantal, est marchande de vins. Pendant l'enfance, Octave Lapize est un bon élève mais aussi un enfant turbulent. À 14 ans, il rejoint son père pour travailler à la brasserie. Il commence à faire régulièrement des sorties à vélo avec l'assentiment de sa mère et contre l'avis de son père, qui rejette la passion de son fils pour le cyclisme.
Au printemps 1905, Octave Lapize signe une licence amateur à l'Union sportive du 10e arrondissement et participe dans un premier temps à des brevets de distance, sur 50, 100 et 150 km, mais ne parvient pas toujours au terme de sa course en étant parfois victime de défaillance. Le 5 août 1906, il participe au Grand Prix de Villiers, organisé par l'Amicale cycliste de Villiers sur un parcours de 96 kilomètres de Villiers-sur-Marne à Coulommiers, puis retour à Villiers-sur-Marne. À l'arrivée, il figure dans un groupe de onze coureurs et se montre le plus rapide. Il remporte sa première victoire sur une épreuve courue à 32 km/h de moyenne. Son succès, relayé par le journal L'Auto, organisateur du Tour de France, lui offre une popularité relative dans le milieu cycliste et l'Union des cyclistes de Paris, l'un des clubs les plus réputés de la capitale, le recrute.

### Succès chez les amateurs (1907-1908)
Le père d'Octave Lapize l'autorise à se consacrer au cyclisme, à condition qu'il respecte ses heures de travail à la brasserie l'hiver et qu'il trouve un remplaçant pendant ses absences pour cause de compétition. Le 16 mars 1907, Octave Lapize participe au championnat de France de cross cyclo-pédestre, ouvert à la fois aux professionnels et aux amateurs, sur un parcours de 25 km. Il s'impose en 1 h 43 min 23 s, devançant notamment des spécialistes comme Eugène Christophe, neuvième du Tour de France l'année précédente et qui remportera le championnat de cross cyclo-pédestre à sept reprises. Par la suite, Octave Lapize réussit de bonnes performances sur route et le 9 juin, il remporte Paris-Chartres, une épreuve de 71 kilomètres dont le départ est donné à Versailles. Le 23 juin, il se classe 2e de Paris-Rouen, en ayant crevé deux fois. La semaine suivante, il gagne le prix Vabor à Brie-Comte-Robert, puis le 21 juillet, il se classe 4e de Paris-Reims, une course ouverte aux professionnels, derrière Maurice Brocco, Charles Cruchon et André Trousselier. Une semaine plus tard, il est 7e du championnat de Paris, entre Versailles et Orléans, après avoir heurté un agent de sécurité dans l'emballage final. En août, il fait partie des dix Français sélectionnés pour disputer le Tour de Belgique, une épreuve réputée. Il se classe 2e de la première étape, à Verviers, puis remporte la 3e étape à Anvers. Le 8 septembre il prend le départ du championnat de France sur route amateur, organisé par l'Union vélocipédique de France sur un parcours de 100 km qui consiste en un aller-retour entre Nancy et Nomeny. Vingt-trois coureurs s'élancent et Maurice Brocco se retrouve rapidement seul en tête, mais il est rejoint sur le trajet du retour. Dans le final, Octave Lapize se détache nettement et remporte son deuxième maillot tricolore de la saison, après celui obtenu en cyclo-cross. Son club, l'Union cycliste de Paris, lui offre une croix de champion en or pour le récompenser de cette victoire.
Malgré ses nombreux succès, Octave Lapize reste une saison supplémentaire chez les amateurs, contrairement à ses principaux adversaires, Maurice Brocco et Charles Cruchon, devenus professionnels. Pour autant, son manager, Paul Ruinart, déclare qu'Octave Lapize « sera le meilleur coureur de sa génération, car il possède tous les dons du parfait cycliste. » Le 12 avril 1908, il termine 2e d'un brevet de distance de 100 km derrière Eugène Christophe. En juillet, il est sélectionné pour les Jeux olympiques de Londres. Sur la piste du White City Stadium, il termine 3e de l'épreuve de 100 kilomètres derrière les Britanniques Charles Henry Bartlett et Charles Denny. Sa médaille de bronze lui est remise par la duchesse de Westminster. Le 26 juillet, dans le championnat de Paris disputé cette année-là à Saint-Germain, il chute et termine sur un vélo d'emprunt, mais parvient toutefois à prendre la deuxième place. Le 2 août, il renoue avec la victoire sur Paris-Auxerre. Le 14 août, il se classe 2e de Paris-Dieppe, puis défend son titre de champion de France amateurs organisé en aller-retour entre Amiens et Beauvais. Il fait partie d'un groupe de treize coureurs échappés, mais victime d'une crevaison, il laisse ses concurrents se disputer la victoire et se classe finalement 13e. Le titre revient à Paul Mazan, frère de Lucien Petit-Breton, vainqueur du Tour de France. Le 6 septembre, sur la piste municipale de Vincennes, Octave Lapize s'aligne sur le Bol d'or, une épreuve d'endurance de six heures pour les amateurs et de vingt-quatre heures pour les professionnels. Il remporte la victoire en parcourant 226 kilomètres. Le 19 septembre, sur la piste du Parc des Princes, il s'élance pour une tentative de record du monde de l'heure derrière motos, à la veille d'une épreuve professionnelle réputée, le Grand Prix de la République. D'une impressionnante régularité durant sa course, Octave Lapize établit un nouveau record du monde en couvrant 82,758 km, améliorant de cinq kilomètres le record précédent. Le 24 septembre, il cherche à améliorer de nouveau ce record, mais sa deuxième tentative est un échec. Le 17 octobre, Octave Lapize est invité à participer au gala de clôture qui se déroule au Parc des Princes. Il y affronte une concurrence redoutable sur l'épreuve de demi-fond, parmi lesquels le champion du monde suisse Fritz Ryser, le Français Louis Darragon ou l'Américain Nat Butler, et se classe finalement 4e. Comme le veut la coutume de son club de l'époque, l'Union des cyclistes de Paris, Octave Lapize lui cède l'ensemble de ses gains sur l'année 1908 avant son passage chez les professionnels l'année suivante.

### Carrière professionnelle

#### Victoire sur Paris-Roubaix (1909)

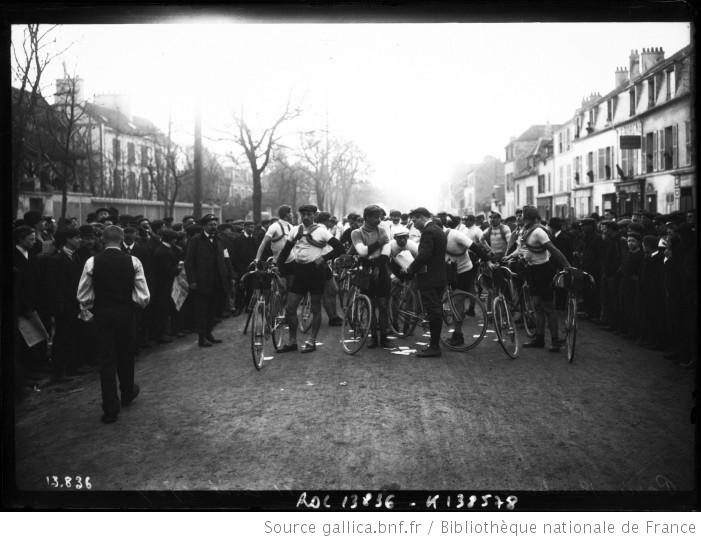
Les coureurs au départ de Paris-Roubaix 1909.

Octave Lapize passe professionnel au début de l'année 1909. Il est engagé par un petit constructeur, Biguet, dont le siège est situé boulevard Pereire à Paris et qui compte dans ses rangs principalement des coureurs de second plan. Le 26 mars, il participe au championnat de France de cross cyclo-pédestre au mont Valérien. En raison des conditions météorologiques défavorables et du terrain en partie enneigé, seuls seize coureurs prennent le départ de l'épreuve. Gêné par le bris d'une de ses pédales, Octave Lapize termine néanmoins à la 3e place de la course, remportée par Eugène Christophe.
Il se présente le 11 avril au départ de Paris-Roubaix avec l'objectif de se classer dans les dix premiers. En effet, s'il n'obtenait pas ce classement, son père, qui voit toujours d'un mauvais œil la carrière cycliste de son fils, l'obligerait à accepter un emploi de livreur-charbonnier dans une entreprise du quai de la Loire. La concurrence est relevée, d'autant que l'équipe Biguet, faute de moyens financiers suffisant, n'engage que deux coureurs, Frédéric Saillot et Octave Lapize. Ce dernier suit le rythme du peloton en début de course, mais une crevaison à l'entrée d'Amiens le rejette à deux minutes des hommes de tête. Il rejoint ce groupe après une chasse de 22 kilomètres. La côte de Doullens, qui sert alors régulièrement de juge de paix dans l'épreuve, provoque de nombreuses cassures. Trois coureurs prennent la tête de la course, les Belges Jules Masselis et Cyrille Van Hauwaert et le Français Louis Trousselier, tous les trois coéquipiers chez Alcyon. Octave Lapize suit à quelques mètres, puis rejoint à nouveau la tête de course en compagnie de Georges Passerieu. Après la chute de Passerieu et la crevaison de Van Hauwaert, ils ne sont plus que trois à se disputer la victoire sur le vélodrome de Roubaix. Louis Trousselier lance le sprint mais c'est finalement Octave Lapize qui l'emporte, doublant ses adversaires à l'extérieur. Il remporte ainsi sa première victoire chez les professionnels et, du même coup, sa première grande classique. Le succès d'Octave Lapize lui apporte immédiatement une certaine renommée, ainsi qu'une aisance financière. Les cycles Biguet et la firme Dunlop lui offrent une prime égale au premier prix de la course : il reçoit au total 3 000 francs, soit le salaire annuel d'un instituteur.
Les dirigeants de l'équipe Alcyon, qui est alors la plus puissante du peloton, cherchent à le recruter, mais se voient opposer un refus clair et net de la part du directeur des cycles Biguet. Octave Lapize monnaye son succès sur Paris-Roubaix en participant à plusieurs exhibitions sur piste. Il fait son retour sur la route le 9 mai en prenant la 4e place du championnat de France remporté par Jean Alavoine. Le 20 juin, il s'engage sur la classique Paris-Bruxelles, où il joue de malchance. Une crevaison à la sortie d'Épernay le relègue loin du peloton, puis sa selle casse dans la traversée de Reims, provoquant son abandon.
Au mois de juillet, Octave Lapize s'aligne sur le Tour de France 1909, auquel participent pour la première fois des coureurs italiens. Dans la première étape entre Paris et Roubaix, il se distingue en prenant la 3e place derrière Cyrille Van Hauwaert et François Faber. Mieux encore, il se classe 2e lors de la seconde étape entre Roubaix et Metz, à près d'une demi-heure de Faber, le Luxembourgeois, finalement vainqueur de l'épreuve. Avec cette performance, Octave Lapize remonte à la 2e place du classement général, mais il souffre de brûlures aux fesses et aux cuisses. Un médecin lui fait une piqûre de cocaïne avant le départ de la troisième étape, lors de laquelle il s'élance en pantalon plutôt qu'en cuissard pour des raisons de confort. Il rejoint la ville-arrivée, Belfort à la 53e place. Il choisit pourtant de continuer le Tour de France, mais dans la 5e étape, il casse sa fourche à Annecy et décide d'abandonner. Il dispute là sa dernière course pour les cycles Biguet puisque son directeur accepte finalement le transfert du coureur chez Alcyon.
Pour ses débuts dans sa nouvelle formation, Octave Lapize frappe un grand coup : il remporte la course Milan-Varèse, une épreuve de 246 kilomètres. Sa performance est d'autant plus remarquable qu'il devance l'Italien Luigi Ganna, vainqueur cette année-là de Milan-San Remo et de la première édition du Tour d'Italie. Le 27 septembre, Octave Lapize gagne Paris-Tours, mais il est disqualifié le lendemain de même que les trois coureurs arrivés en tête avec lui car il est attesté que les quatre hommes se sont éloignés de l'itinéraire officiel sur une distance de 3 à 4 km. La victoire revient donc à François Faber, qui était arrivé en cinquième position, à plus de 12 minutes de Lapize. Ce dernier achève sa première saison professionnelle en prenant la 4e place du Tour de Lombardie.

#### Deuxième succès sur Paris-Roubaix (1910)
Octave Lapize est le favori de Paris-Roubaix qui ouvre la saison cycliste le 17 mars. Il fait honneur à son statut en prenant la tête de la course dans la côte de Doullens malgré un vent défavorable, ce qui a pour effet de réduire le groupe de tête à neuf coureurs. Alors qu'il maintient un rythme élevé, ses adversaires lâchent prise un à un. Ils ne sont plus que quatre en tête à l'entrée du vélodrome et Octave Lapize déborde Cyrille Van Hauwaert, qui avait lancé le sprint, dans les 300 derniers mètres pour remporter sa deuxième victoire consécutive sur la classique. La semaine suivante, il prend le départ de Milan-San Remo dans des conditions météorologiques effroyables. La pluie, le vent puis la neige frappe les coureurs, qui abandonnent un à un. C'est le cas d'Octave Lapize. Cette édition de la classique italienne s'avère l'une des plus difficiles de l'histoire : seulement quatre coureurs atteignent l'arrivée et la victoire revient à Eugène Christophe, coéquipier de Lapize chez Alcyon.
Le 1er mai, Octave Lapize franchit la ligne d'arrivée de Paris-Bruxelles en tête, mais le Français Maurice Brocco, arrivé 7e avec huit minutes de retard, porte réclamation. Il considère que les six premiers de la course n'ont pas respecté la neutralisation de cinq minutes imposée au dernier point de contrôle, situé à 30 kilomètres de l'arrivée, à Gembloux. La direction de course valide la réclamation et désigne Maurice Brocco vainqueur, tandis qu'Octave Lapize doit se contenter de la 2e place. Il renonce ensuite à prendre le départ de Bordeaux-Paris et abandonne lors du championnat de France.

#### Victoire sur le Tour de France (1910)

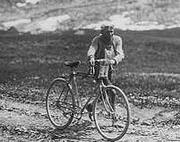
Octave Lapize dans l'ascension du Tourmalet.

Octave Lapize participe en 1910 à son deuxième Tour de France. Il est cité parmi les prétendants à la victoire bien que le principal favori demeure le vainqueur sortant, le Luxembourgeois François Faber. Tous deux sont membres de la même équipe, Alcyon, dans laquelle se trouvent également Louis Trousselier, vainqueur en 1905 et Gustave Garrigou, deux fois deuxième de l'épreuve. Dans la première étape de Paris à Roubaix, Octave Lapize prend la 3e place, à quinze minutes du vainqueur, le Français Charles Crupelandt, membre de l'équipe Le Globe. Dans la deuxième étape qui arrive à Metz, François Faber s'impose et prend la tête du classement général avec 5 points. Troisième de l'étape, Octave Lapize remonte au deuxième rang du général avec 6 points. François Faber augmente son avance à Belfort, au terme de la troisième étape, en se classant 2e derrière Émile Georget. En difficulté dans la descente du Ballon d'Alsace, Octave Lapize prend la 6e place de l'étape. Il est encore plus largement distancé dans la quatrième étape entre Belfort et Lyon, lors de laquelle il se plaint de douleurs aux pieds et ne se classe que 21e, tandis que François Faber obtient sa deuxième victoire d'étape sur ce Tour. À ce stade, le duel annoncé entre Faber et Lapize semble tourner court tant l'avance du Luxembourgeois est considérable au classement général. Son principal concurrent est alors Émile Georget.
La cinquième étape, qui se déroule dans des conditions dantesques entre Lyon et Grenoble, marque un tournant dans le déroulement de cette épreuve. Dans la côte de Cerdon, Octave Lapize suit le rythme des coureurs l'équipe Legnano Luigi Azzini et Lucien Petit-Breton alors que François Faber, enrhumé, et Émile Georget, victime de coliques, sont lâchés. La montée du col de Porte poursuit la sélection en tête du peloton et trois coureurs se disputent la victoire : Octave Lapize, Charles Crupelandt et Cyrille Van Hauwaert. Après la crevaison de ce dernier, Octave Lapize distance Crupelandt. Alors qu'il est lui-même victime d'une crevaison, il ne s'arrête pas et poursuit son effort jusqu'à la ligne d'arrivée pour remporter sa première victoire d'étape. François Faber termine en sixième position, avec un retard de 22 minutes sur le vainqueur. Au classement général, Octave Lapize remonte à la 3e place, qu'il partage avec Van Hauwaert, derrière Faber et Gustave Garrigou. Dans la sixième étape Grenoble-Nice, une crevaison empêche Octave Lapize de se battre pour la victoire, mais il reprend un point au classement général à Faber, les deux hommes se classant respectivement 8e et 9e. Il perd ensuite deux points après la victoire de Faber à Nîmes, mais réussit une belle opération à Perpignan, au terme de la huitième étape. Celle-ci est marquée par la très longue échappée de Georges Paulmier et Julien Maitron, classés dans cet ordre à l'arrivée, tandis que Lapize, arrivé dans le groupe des favoris, prend la 3e place. Faber, victime d'une crevaison dans les derniers kilomètres, ne se classe que 9e et perd six points sur son rival. Son avance au classement général demeure toutefois conséquente car il totalise 33 points contre 48 pour Octave Lapize.

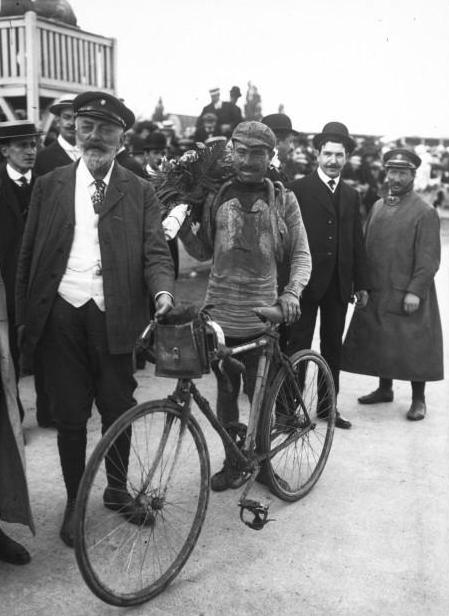
Octave Lapize à l'arrivée du Tour au Parc des Princes.

La traversée des Pyrénées est l'évènement de ce Tour de France 1910 car c'est la première fois dans l'histoire que les coureurs doivent franchir les cols pyrénéens. Dans l'étape entre Perpignan et Luchon, ils passent par le col de Port, le col de Portet-d'Aspet et le col des Ares. Octave Lapize arrive premier à Luchon, avec dix-huit minutes d'avance sur le second Émile Georget, François Faber se classant troisième. La deuxième étape pyrénéenne entre Luchon et Bayonne est encore plus difficile avec la montée des principaux cols pyrénéens. Octave Lapize prend les devants dès le début de l'étape et passe en tête du col de Peyresourde après 15 kilomètres de montée en compagnie de Gustave Garrigou. Il passe seul en tête au col du Tourmalet en ayant effectué une partie de l'ascension à pied, tandis que Garrigou est resté sur son vélo de bout en bout. Un regroupement s'opère en tête dans la traversée d'Argelès-Gazost avec Lapize, Garrigou et l'Italien Pierino Albini. Le surprenant François Lafourcade, régional de l'étape et qui court sans équipe, passe néanmoins en tête au col d'Aubisque, à 180 kilomètres de l'arrivée, avec une avance de 16 minutes sur Lapize. Ce dernier, à bout de force dans la montée du col, s'adresse à Charles Ravaud, journaliste de L'Auto représentant le directeur Henri Desgrange, et lui déclare : « Vous êtes des criminels, vous entendez, des criminels ! On ne demande pas à des hommes de faire un effort pareil ! Vous êtes tous des criminels  ». Dans la descente, Pierino Albini progresse facilement. Il dépasse Lapize et rejoint Lafourcade en tête de course entre Oloron-Sainte-Marie et Mauléon-Licharre, puis le distance immédiatement. Octave Lapize dépasse également Lafourcade et met à profit les pentes du col d'Osquich pour réduire son retard et rattraper Albini à Saint-Jean-Pied-de-Port. Les deux hommes unissent leurs forces et Lapize s'impose au sprint à Bayonne. À l'arrière, François Faber qui a remonté de nombreux concurrents après le col d'Aubisque, se classe troisième. Malgré ses deux victoires d'étape dans les Pyrénées, Lapize compte encore neuf points de retard sur Faber.
L'étape entre Bayonne et Bordeaux est marquée par de nombreuses crevaisons provoquées par des clous laissés sur la route par des spectateurs malintentionnés. Octave Lapize, qui crève trois fois, termine 7e et devance François Faber, 10e. À Nantes, ce dernier, blessé par une chute, ne se classe que 9e et Octave Lapize, avec sa 4e place, revient à un seul point du leader du classement général. À Brest, Octave Lapize (5e) montre des signes de faiblesse mais devance une nouvelle fois Faber (9e) et passe en tête du classement général. Dans l'étape entre Brest et Caen, Faber tente de reprendre la tête du classement en plaçant une attaque dès le début de la course. Il possède même jusqu'à vingt minutes d'avance sur Lapize, mais perd tout ce crédit à la suite de plusieurs crevaisons. Octave Lapize bat au sprint Gustave Garrigou et Ernest Paul à Caen, tandis que François Faber se classe 4e. Dans la dernière étape, Octave Lapize est lâché après une crevaison dans les premiers kilomètres. Sa première place est en danger, d'autant que François Faber, que l'on disait malade, est dans le groupe de tête. Ce dernier ne se classe finalement que 4e à l'arrivée au Parc des Princes. Octave Lapize gagne le sprint du groupe des poursuivants et prend la 6e place. Avec 63 points contre 67 à Faber, Lapize gagne le Tour de France 1910.

#### Troisième Paris-Roubaix et titre de champion de France (1911)

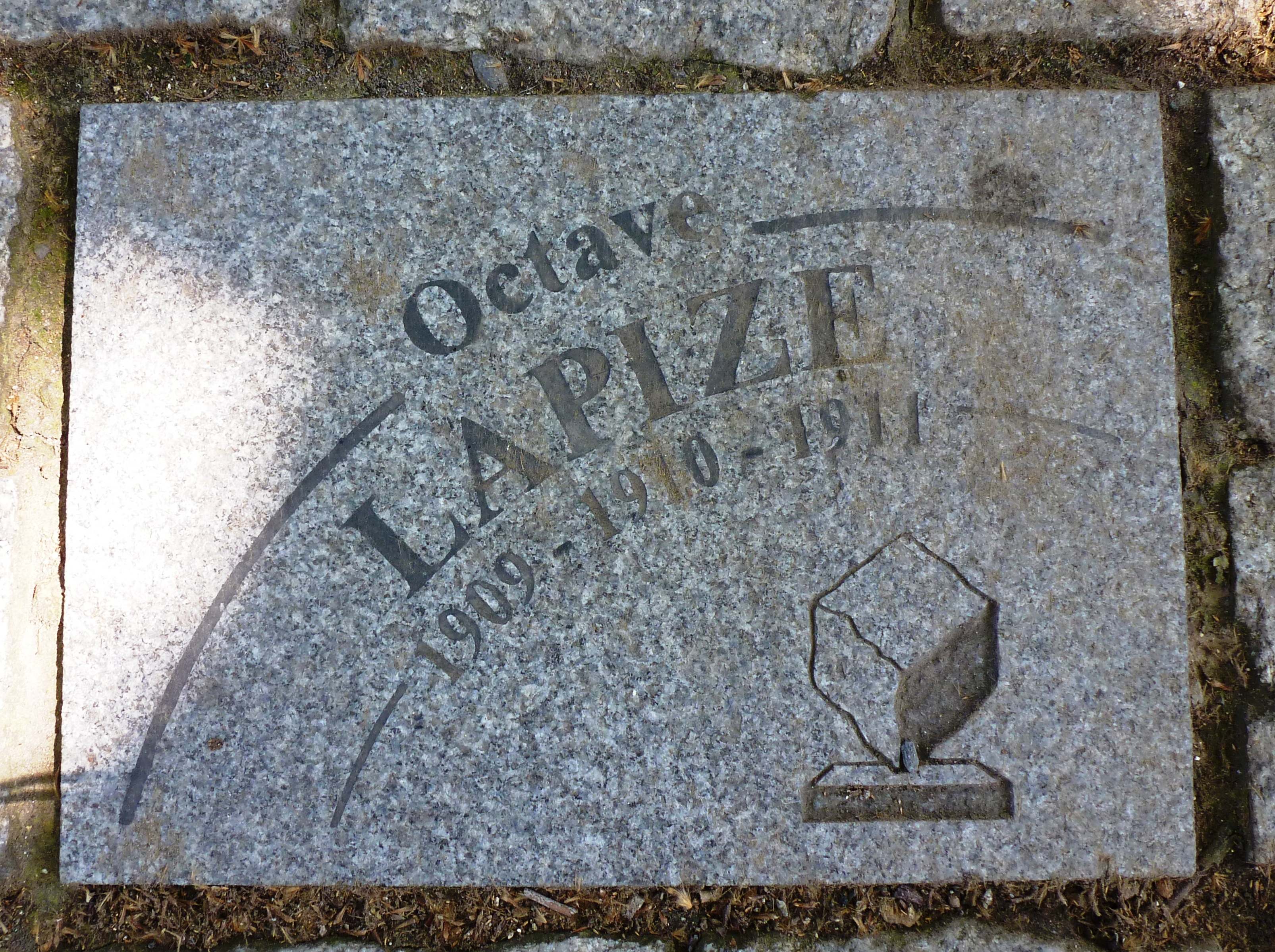
Un pavé de l'allée Charles-Crupelandt salue les trois victoires d'Octave Lapize sur Paris-Roubaix.

Après sa victoire sur le Tour de France, Octave Lapize fait figure de principal favori de la classique Paris-Tours le 25 septembre 1910 mais souffrant, il ne signe pas la feuille de départ au Parc des Princes. En réalité, il décide de ne pas participer à cette course car le directeur sportif de son équipe, Alphonse Baugé, a évincé de la sélection Gustave Garrigou et Cyrille Van Hauwaert, ses principaux soutiens face à son rival François Faber. Le 6 novembre, il abandonne sur le Tour de Lombardie. Octave Lapize décide de changer d'équipe pour la saison 1911. Il s'engage avec La Française-Diamant, qui a effectué son retour dans le peloton l'année précédente. Le contrat signé par Octave Lapize est inhabituel : il cède son nom à la marque qui l'emploie permettant alors à celle-ci de commercialiser des accessoires au nom de son coureur. Par ailleurs, il devient directeur d'un grand magasin à son nom sur le boulevard de la Chapelle à Paris. À 23 ans, Octave Lapize quitte également le domicile de ses parents, à Villiers-sur-Marne, pour s'installer dans un appartement de la rue Ambroise-Paré, dans le Xe arrondissement, avec sa compagne Juliette Peyrot.
Le 2 avril 1911, Octave Lapize remporte la classique Paris-Tours devant son coéquipier Cyrille Van Hauwaert au terme d'un sprint entre les six échappés du jour sur la piste du vélodrome de Tours. Ce succès est à relativiser en raison de l'absence des coureurs de la formation Alcyon, engagés le même jour sur Milan-San Remo. Il confirme pourtant sa supériorité le 16 avril en s'imposant en solitaire sur Paris-Roubaix avec 4 minutes d'avance. Il bénéficie pour cela du travail de ses coéquipiers dans la côte de Doullens, André Charpiot et Cyrille Van Hauwaert, qui l'accompagne ensuite pendant plusieurs kilomètres pour empêcher le retour des coureurs de l'équipe Alcyon. Avec ce succès, Octave Lapize devient le premier coureur à remporter la classique Paris-Roubaix à trois reprises. Le 30 avril, il poursuit sa moisson de victoires en gagnant le championnat de France disputé autour de Versailles. À l'arrivée, il possède une minute d'avance sur Gustave Garrigou, deuxième. Dans Bordeaux-Paris, Octave Lapize abandonne sur les bords de la Loire et laisse la victoire à son rival, François Faber. Ce dernier déclare : « Je suis très heureux de ma victoire. Non seulement car elle me permet d'inscrire mon nom au palmarès de Bordeaux-Paris [...] mais surtout parce que j'ai triomphé de Lapize. »

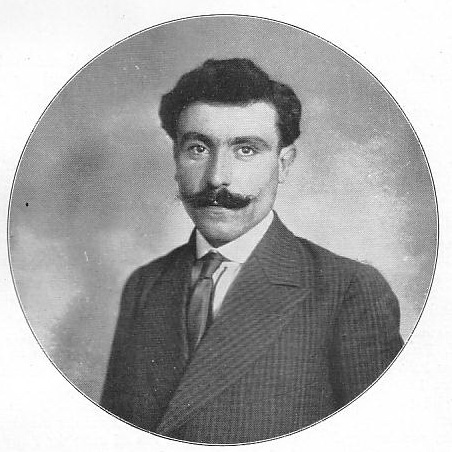
Octave Lapize en 1911.

Octave Lapize prend sa revanche en juin sur Paris-Bruxelles en devançant François Faber d'un quart de roue, les deux hommes étant arrivés sur le vélodrome de Linthout au sein d'un groupe de huit coureurs. C'est la quatrième victoire de la saison pour Octave Lapize, alors qu'il fait figure de grand favori au départ du Tour de France le 2 juillet.
Dès la première étape entre Paris et Dunkerque, une crevaison le retarde et il ne se classe que 11e. Hors de forme, il est distancé lors des deux étapes suivantes et notamment dans l'ascension du Ballon d'Alsace. Il abandonne finalement lors de la quatrième étape entre Belfort et Chamonix. Au mois d'août, il se produit sur des vélodromes en Belgique à cinq reprises. Le 25 août est donné le départ de Paris-Brest-Paris, une course organisée tous les dix ans et dont c'est seulement la troisième édition. Octave Lapize décide d'y participer, bien que la distance de l'épreuve, de près de 1 200 kilomètres, soit jugée trop importante pour lui par son équipe. À Brest, à mi-course, il est en tête dans un groupe de six coureurs, en compagnie de Cyrille Van Hauwaert, Henri Cornet, Ernest Paul, Émile Georget et Charles Cruchon. Le vent de face ralentit considérablement l'allure des coureurs qui accusent alors un retard de trois heures par rapport aux temps de passage des coureurs de tête en 1901.  Émile Georget place une attaque dans la côte de Nonancourt et s'impose en solitaire. Octave Lapize prend la 2e place à vingt minutes du vainqueur. De fin août au mois d'octobre, il honore  à nouveau des contrats sur les vélodromes belges, puis prend le départ de la dernière course sur route de la saison, le Tour de Lombardie. Attaquant dès le début de course, Octave Lapize est d'abord distancé sur crevaison, puis abandonne sur chute à Varèse. En décembre, il se rend aux États-Unis pour participer aux Six jours de New York sur la piste du Madison Square Garden. Associé à Cyrille Van Hauwaert, il se classe 9e à quinze tours des vainqueurs.

#### Deuxième titre de champion de France et succès sur piste (1912)

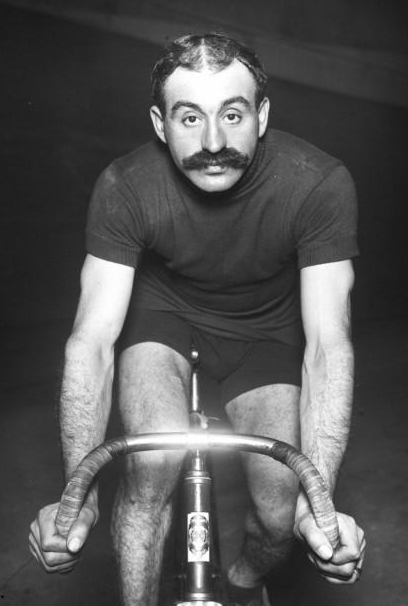
Émile Georget est le coéquipier d'Octave Lapize lors de sa victoire sur les Six heures de Paris.

Octave Lapize commence la saison sur piste, avec les Six heures de Paris, le 13 février 1912. Avec son coéquipier Émile Georget, il parcourt 234,325 km. Le duo s'impose avec un tour d'avance sur les autres concurrents. Lors des premières courses sur route, au printemps, Octave Lapize n'est pas en réussite. Il abandonne sur Paris-Tours alors qu'il vient juste d'être distancé par le groupe des favoris à l'entrée de la ville de Tours. Il déclare forfait pour Milan-San Remo, puis manque son objectif de remporter un quatrième Paris-Roubaix consécutif. Il se classe 4e de l'épreuve remportée par Charles Crupelandt. Après cet échec, il renoue avec la victoire à Versailles lors du championnat de France et remporte ainsi son deuxième titre national consécutif. Contre l'avis de son équipe, il s'engage ensuite sur Bordeaux-Paris, mais abandonne comme l'année précédente avant Orléans. Pour préparer son dernier objectif avant le Tour de France, la classique Paris-Bruxelles, il participe le 2 juin à une épreuve de second rang, le Circuit de Touraine, qu'il remporte au sprint. Lors de Paris-Bruxelles, il fait partie d'un groupe de neuf coureurs qui se présente à l'arrivée. Après avoir évité une chute provoquée par un gendarme, il gagne au sprint.
Sur le Tour de France 1912, Octave Lapize se montre discret lors des premières étapes, puis prend la deuxième place de la cinquième étape à Grenoble, derrière Eugène Christophe, grâce à une bonne ascension du col du Galibier. Au classement général, le Belge Odile Defraye est en tête, à égalité de points avec Eugène Christophe, vainqueur de trois étapes, tandis qu'Octave Lapize est troisième avec un point seulement de retard. Il gagne à Nice à l'issue de la sixième étape, au cours de laquelle il démontre qu'il court à son meilleur niveau : il imprime un rythme soutenu tout au long de l'étape, si bien que seul Odile Defraye est en mesure de le suivre dans la montée du col d'Allos, avant de crever dans les derniers kilomètres. Au classement général, Lapize revient en tête, avec le même nombre de points que Defraye. Le Belge reprend l'avantage à la faveur d'une victoire d'étape à Marseille. La neuvième étape entre Perpignan et Luchon, la première à travers le massif pyrénéen, marque un tournant. Alors qu'il mène le peloton en chasse derrière les deux échappés  du jour, Eugène Christophe et Marcel Buysse, Octave Lapize abandonne à la surprise générale et fait demi-tour dans la montée du col de Portet-d'Aspet. Pour justifier son abandon, il évoque la formation d'une coalition contre lui : « Je ne peux pas lutter dans ces conditions. Tous les Belges aident Defraye et du même coup Alcyon. » Le directeur de l'équipe La Française s'en prend au directeur de la course, Henri Desgrange, qu'il accuse d'avoir autorisé les filiales des grandes marques à engager une équipe sur le Tour, comme c'est le cas de l'équipe Thomann, filiale du groupe Alcyon. Il retire du même coup l'ensemble de ses coureurs, et s'en explique  dans la presse : « Nous nous retirons d'avoir à lutter à un contre trois et convaincus qu'il n'y a rien à faire dans ces conditions. Songez que nous avons notre équipe toute seule alors qu'Alcyon, en plus de la sienne, a deux autres sous-marques dont les coureurs aident ceux de la maison mère, ouvertement ou non... L'évènement nous prouve que le handicap était trop lourd à combler même pour des champions comme les nôtres. » En l'absence d'Octave Lapize, Odile Defraye remporte ce Tour devant Eugène Christophe.
Octave Lapize se retire temporairement des courses sur route et s'engage à de nombreuses reprises sur des épreuves sur piste. Le 18 août, il prend sa revanche sur Odile Defraye en le devançant largement sur une épreuve de 4 heures disputée à La Louvière. Il gagne ensuite le Grand Prix de Paris, une course de 100 kilomètres derrière tandem. Ce type d'épreuve réussit à Octave Lapize qui établit un record du monde de la spécialité le 22 août sur le vélodrome Buffalo en couvrant la distance en 2 h 2 min 3 s. Le 29 septembre, il bat le record de l'heure derrière tandem avec une distance de 50,925 kilomètres. Fin décembre, il remporte les Six jours de Bruxelles avec le Belge René Vandenberghe en parcourant 4 134,5 km.

#### Troisième titre de champion de France (1913)

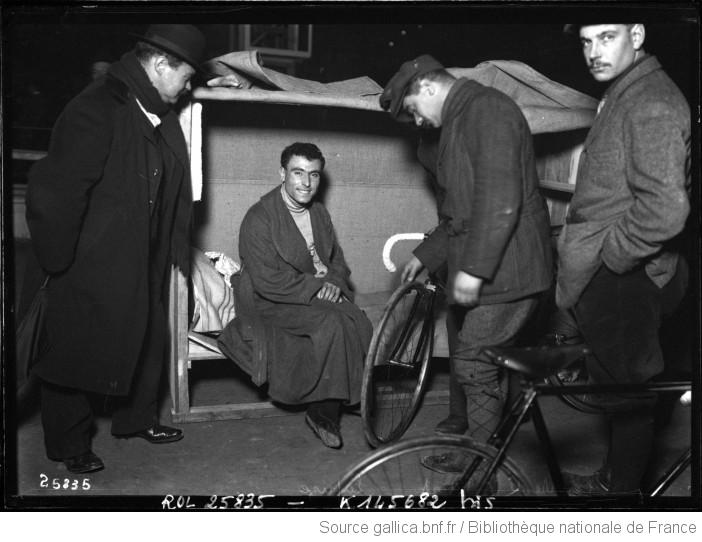
Octave Lapize au repos lors des Six jours de Paris en 1913.

Octave Lapize commence sa saison 1913 comme il a terminé la précédente par des épreuves sur piste. Le 5 janvier, il remporte les Six heures de Paris avec Victor Dupré. La semaine suivante, il court la première édition des Six jours de Paris, organisés au Vélodrome d'Hiver, avec le même coéquipier. Alors qu'aucune équipe ne parvient à prendre l'avantage à l'issue des 144 heures de course, le règlement stipule que le classement sera effectué au terme d'un sprint de dix tours. Victor Dupré, désigné pour représenter le duo lors de ce sprint, échoue à la 2e place et la victoire revient à la paire Alfred Goullet-Joe Fogler.
Octave Lapize effectue son retour sur route le 23 mars à l'occasion de Paris-Roubaix, mais il abandonne alors qu'il a perdu toutes chances de victoire à la suite de multiples crevaisons. Sur Paris-Tours le 6 avril, il chute à quelques centaines de mètres de l'arrivée, gêné par le coureur belge Jules Masselis, et laisse la victoire à son coéquipier Charles Crupelandt. Le 20 avril, il dispute la course Paris-Menin, dont le parcours est proche de Paris-Roubaix. Il abandonne à quelques kilomètres de l'arrivée, alors qu'il se trouvait en tête avec le coureur belge Georges Monseur. La classique italienne Milan-San Remo ne lui réussit pas : Octave Lapize abandonne sur chute. De même, le 27 mai, il abandonne pour la troisième fois en trois participations à Bordeaux-Paris. Malgré ces mauvaises performances, il conserve son titre de champion de France le 1er juin. Ce troisième titre consécutif est assorti d'un record dans l'épreuve, avec un temps de 2 h 40 min 50 s pour parcourir les 100 kilomètres de course. La semaine suivante, il s'impose sur Paris-Bruxelles pour la troisième fois consécutive, au terme d'un sprint sur la piste en herbe d'un terrain d'aviation. Alors qu'il avait laissé entendre qu'il ne participerait pas au Tour de France cette année-là, ces deux succès le convainquent de prendre le départ. Il abandonne pourtant dès la troisième étape entre Cherbourg et Brest : distancé par le peloton après une crevaison, il ne parvient pas à reprendre sa place et décide de descendre de vélo malgré l'insistance du directeur du Tour Henri Desgrange. Ce dernier se montre très sévère à l'égard d'Octave Lapize dans la presse, de même que le directeur de son équipe La Française, M. Hammond, qui déclare : « L'abandon de Lapize ne m'a étonné qu'à moitié. Ce coureur n'a ni Bordeaux-Paris ni le Tour de France dans le ventre. Il n'est venu que contre notre désir par une bizarre contradiction ; en effet, tout en répétant à tous les échos qu'il partait sans conviction, il voulait absolument courir. Et comme son contrat lui en donnait le droit, nous avons dû nous exécuter ». Il se consacre pour la fin de saison aux épreuves sur piste, qu'il dispute avec un nouveau coéquipier, l'Italien Giuseppe Oliveri. Ce duo se classe notamment 2e des 24 heures à l'américaine au Vélodrome d'Hiver.

#### Dernière victoire d'étape sur le Tour de France (1914)
En janvier 1914, Octave Lapize se classe 7e des Six jours de Paris en compagnie de Giuseppe Oliveri, puis 2e des Six jours de Bruxelles le mois suivant avec un autre équipier, le Français Jules Miquel. La saison sur route lui apporte de nombreuses déconvenues. Il abandonne notamment à 45 kilomètres de l'arrivée sur Paris-Roubaix puis perd son titre de champion de France en se classant seulement 4e. Sur Paris-Bruxelles, il abandonne après avoir été lâché dans la montée de la citadelle de Namur.
Au départ du Tour de France, Octave Lapize ne figure pas parmi les principaux favoris, mais il fait bonne figure en occupant la 4e place du classement général avant la traversée des Pyrénées, à 17 minutes des Belges Philippe Thys et Jean Rossius. Dans la sixième étape entre Bayonne et Luchon, il perd beaucoup de temps dans la montée du col du Tourmalet et perd ses chances de victoire finale. Dans la huitième étape entre Perpignan et Marseille, 25 coureurs se présentent à l'arrivée sur le vélodrome. La direction de course prend la décision d'attribuer la victoire à l'issue d'une poule de vitesse. Qualifié pour la finale avec Oscar Egg, Émile Engel et Maurice Brocco, Octave Lapize s'impose au sprint et remporte la cinquième étape de sa carrière dans le Tour de France. Il abandonne le 14 juillet à Nice, avant la traversée des Alpes, après l'annonce du décès de sa mère. Henri Desgrange lui reproche alors « un abandon sans gloire ». Par solidarité, son équipe La Française se retire de la course.

### Première Guerre mondiale

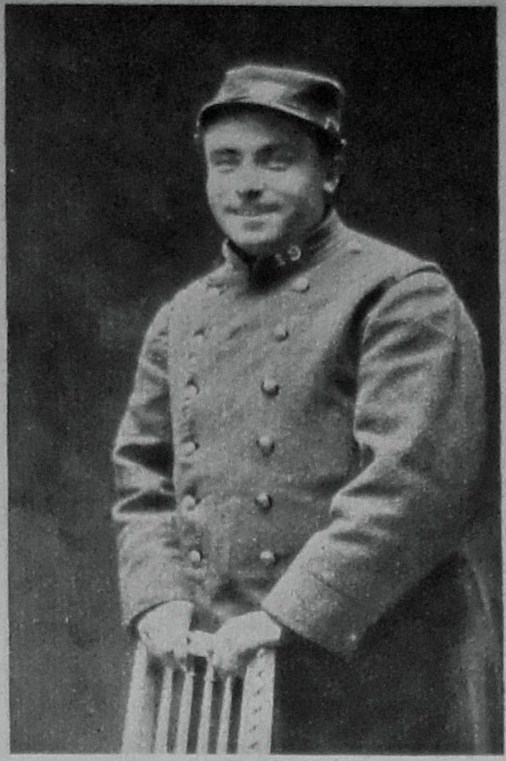
L'hebdomadaire Le Miroir donne des nouvelles d'Octave Lapize pendant la guerre.

Réformé pour le service militaire pour surdité d'une oreille, Octave Lapize n'est pas concerné par la mobilisation d'août 1914,. Pourtant, le 14 août, il s'engage et est affecté au service automobile du 19e escadron du train. Dans le même temps, le 17 août, il devient père d'une petite Yvonne (1914-2007), future pupille de la Nation. Passionné par l'aviation, Octave Lapize demande sa mutation : le 10 septembre 1915, il est affecté au Centre d'aviation militaire d'Avord, près de Bourges. Il devient pilote puis moniteur. Souhaitant s'engager au front, le sergent-moniteur Lapize quitte Avord à sa demande le 30 novembre 1916. Au cours de cette période, il a formé 130 pilotes et reçoit à cet effet un diplôme de l'inspecteur général des Écoles. Il rejoint d'abord l'école de tir aérien de Cazaux en décembre 1916 puis l'école de combat de Pau le mois suivant, où il s'entraîne au vol en groupe. En février 1917, il est affecté à Bar-le-Duc à l'escadrille N504, puis à la N203 et enfin le 24 mai 1917 à la N90 à Toul. Son escadrille est placée sous le commandement du lieutenant Pierre Weiss.
Octave Lapize est cité à l'ordre du corps d'armée pour avoir sauvé un avion en péril. Le 28 juin, il met hors de combat un avion ennemi. Au matin du 14 juillet, il affronte un biplan allemand qui effectue un réglage d'artillerie au-dessus du bois de Mort-Mare, sur la commune de Flirey en Meurthe-et-Moselle. Abattu, l'appareil d'Octave Lapize s'écrase au sol 8 km à l'intérieur des lignes françaises. D'après la citation, publiée à l'ordre de la 8e armée et signée du général Philippe Pétain, Octave Lapize aurait en réalité affronté deux avions ennemis. Les archives de l'Armée notent son décès à l'hôpital GAMA de Toul. Sa disparition provoque l'indignation en France comme à l'étranger : le Daily Mail et le New York Herald lui consacrent une nécrologie. Il est enterré au cimetière militaire de Toul le 17 juillet en présence de son père et de l'un des as de l'aviation française, le rugbyman Maurice Boyau. Sa famille fait transporter son corps en novembre 1917 au cimetière de Villiers-sur-Marne et c'est seulement en mars 1922 qu'est célébrée l'inhumation officielle.

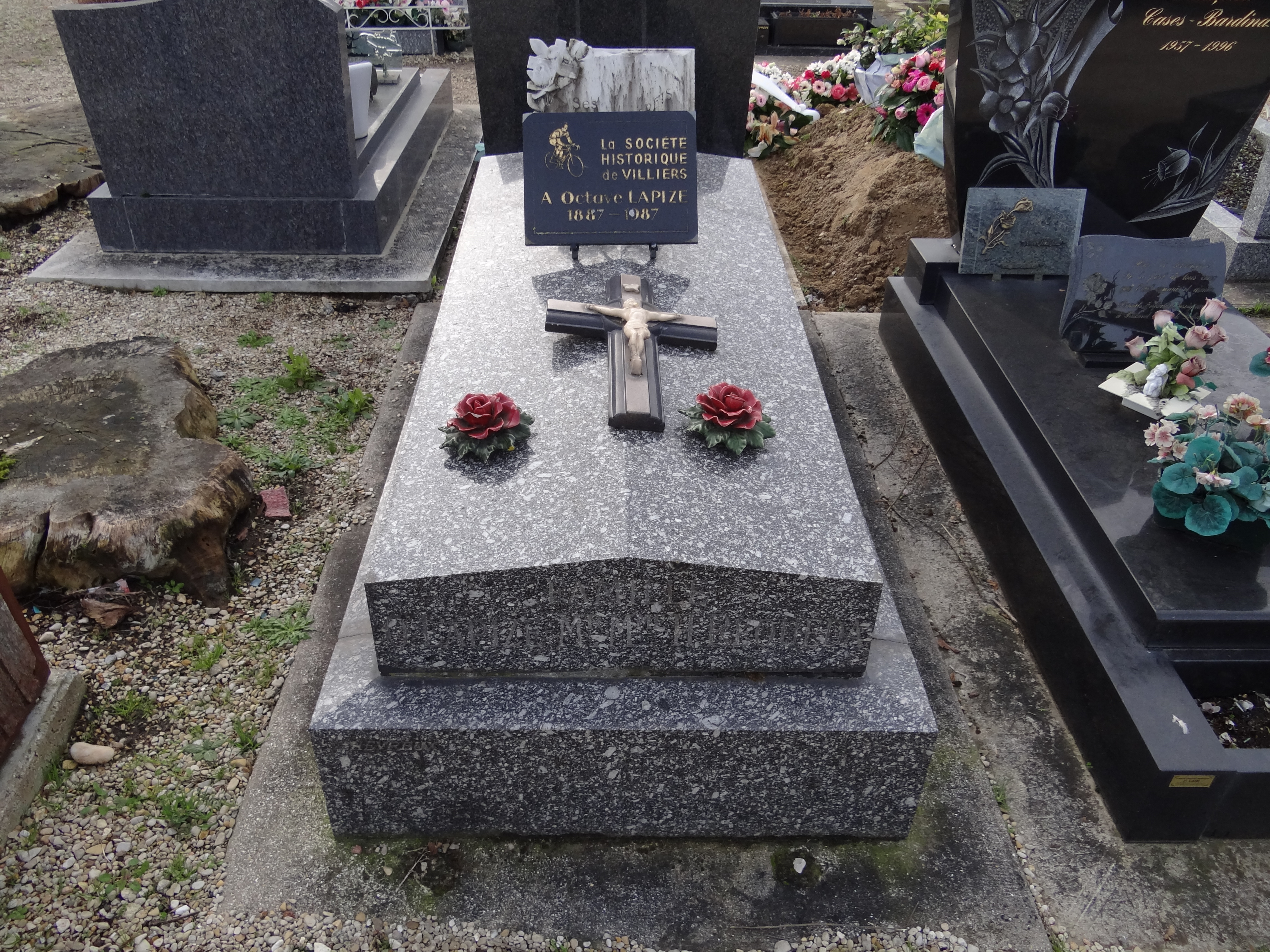
La tombe d'Octave Lapize au cimetière de Villiers-sur-Marne (Val-de-Marne).

Octave Lapize est, avec François Faber et Lucien Petit-Breton, l'un des trois anciens vainqueurs du Tour de France morts pendant la Première Guerre mondiale.

## Caractéristiques et personnalités
Surnommé « Tatave » ou « le Frisé », Octave Lapize est un spécialiste des classiques doté d'une pointe de vitesse qui lui permet de s'imposer régulièrement dans les arrivées au sprint. Coureur véloce, il s'illustre également dans les épreuves sur piste, notamment sur les courses de six jours, ou en montagne, comme le prouve sa victoire sur le Tour de France 1910, au cours duquel il est le premier coureur à passer en tête du col du Tourmalet. Capable de s'adapter à différents profils d'épreuves, il est l'un des sept coureurs, avec Louis Trousselier, Fiorenzo Magni, Louison Bobet, Jan Janssen, Eddy Merckx et Bernard Hinault, à remporter une classique flandrienne et un grand tour la même année. Le journaliste de L'Auto Charles Ravaud le compare à René Pottier, vainqueur du Tour de France 1906, par son allure et son aisance sur les épreuves de demi-fond. Le coureur Jean Bobet souligne que la course derrière tandem est la spécialité d'Octave Lapize, en raison de sa petite taille, de son adresse et de son sens tactique.
Bien que figurant parmi les meilleurs cyclistes de sa génération, Octave Lapize est un personnage discret. Jean Bobet précise : « Il ne fait rien pour se rendre populaire. Et populaire, il ne l'est pas vraiment : trop premier, trop malin, trop veinard, trop fort pour être adulé. Trop sobre, surtout. Il ne fait pas d'esbroufe, pas même de spectacle. [...] Il ne crie pas, il ne gémit pas. S'il s'autorise un brin de malice, c'est en privé. » Henri Desgrange, directeur du Tour de France, lui reproche d'aimer l'argent, ce qui le pousse à honorer de nombreux contrats sur les pistes des vélodromes. Michel Merckel, auteur de « 14-18, le sport sort des tranchées », explique qu'Octave Lapize « a été élevé avec la notion de gagner de l'argent et de préserver sa famille. » Il accepte également, sous la forme d'un contrat de licence, de donner son nom à plusieurs accessoires pour vélo. Charles Ravaud le décrit comme un élégant, « un gentleman qui peut se présenter dans le monde. [...] Il est l'intellectuel du peloton, il a la tête et les jambes, une double qualité qu'on ne rencontre que bien rarement chez les champions du vélocipède. Il fait partie de cette phalange de coureurs qui ont contribué à relever le métier de champion professionnel. »
La carrière d'Octave Lapize est marquée par sa rivalité avec François Faber, dont le point d'orgue est le Tour de France 1910. L'épreuve est totalement dominée par l'équipe Alcyon dont sont membres les deux coureurs, mais l'ambiance au sein de la formation est délétère car les deux champions s'opposent pour la victoire finale, à laquelle peut également prétendre leur coéquipier Gustave Garrigou. Ce dernier a toujours soupçonné un sabotage issu de sa propre équipe pour expliquer l'incident mécanique dont il a été victime lors de la 8e étape et qui le prive de toute chance de remporter ce Tour. L'équipe Alcyon est séparée en deux : Alphonse Baugé, le directeur sportif de l'équipe, soutient Faber, tandis que Calais, le manager, soutient Lapize. Bien que refusant de discuter la victoire finale d'Octave Lapize, François Faber montre son amertume à l'issue de ce Tour : « Le Tour 1910 était pour lui. Il l'a mérité, je n'en disconviens pas ; pourtant j'ai le droit de ne pas considérer ma défaite comme régulière. Je l'impute et c'est mon droit, à ma chute dans Bordeaux-Nantes. J'aurai sûrement ma revanche. »

## Hommages et postérité

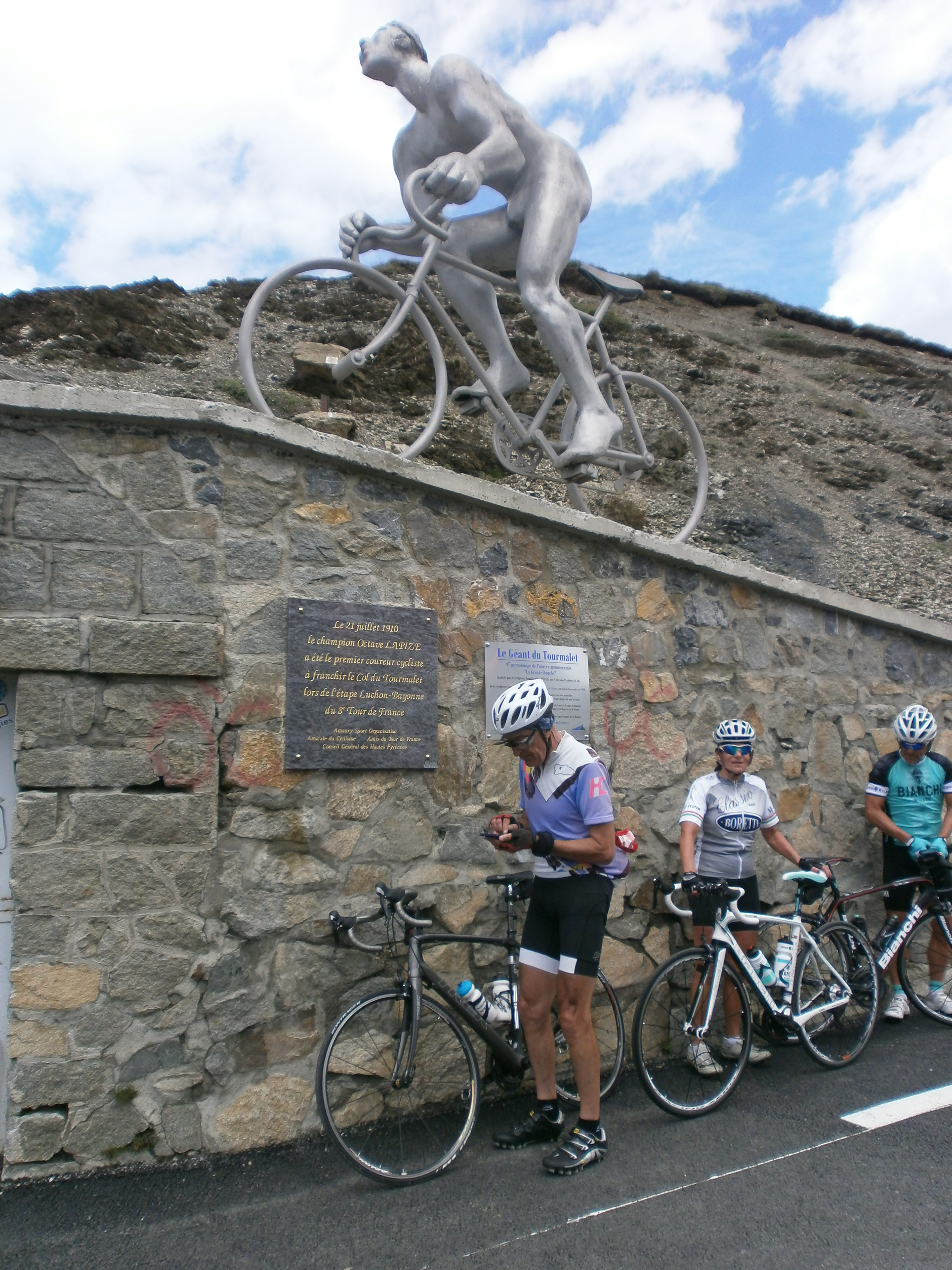
Cyclistes posant devant « Octave », le Géant du Tourmalet.

Octave Lapize suscite l'admiration des autres coureurs de sa génération. Lucien Petit-Breton affirme que Lapize « mieux que quiconque, par son intelligence, avait su tirer de ses moyens la quintessence de rendement », tandis que Henri Pélissier le qualifie de « phénomène ». En 1951, dans la revue Route et piste, le journaliste et ancien coureur Paul Espeit place Octave Lapize en tête du classement des champions qu'il a connus. L'année suivante, le journaliste Albert Baker d'Isy établit lui aussi un classement des meilleurs coureurs mondiaux de l'histoire pour la revue Sport Sélection et lui attribue la première place.
Octave Lapize est enterré au cimetière de Villiers-sur-Marne, où un stade et une rue portent son nom. En 1930, la côte des Bruyères, sur le circuit de Montlhéry où se tenait traditionnellement le championnat de France, reçoit le nom de « côte Lapize ». Des rues à Noisy-le-Grand, La Roche-sur-Yon ainsi qu'un complexe sportif à Coudekerque-Branche perpétuent sa mémoire.
La sculpture en métal Le Géant, de Jean-Bernard Métais, installée au col du Tourmalet, est baptisée « Octave » en souvenir du premier franchissement du col par le coureur dans le Tour de France 1910. Elle est inaugurée en juin 1999 par Rolland Castells, maire de Bagnères-de-Bigorre, François Fortassin, président du conseil général des Hautes-Pyrénées et Bernard Hinault, quintuple vainqueur du Tour de France,. Une épreuve sur piste, le prix Dupré-Lapize, couru entre 1927 et 1959 au vélodrome d'Hiver, est ainsi nommé en son honneur et celui de Victor Dupré, son partenaire sur les Six jours de Paris en 1913.
En 2009, l'auteur de bande dessinée Nicolas Debon consacre un album de 78 pages au Tour de France 1910. Intitulé Le Tour de Géants et publié aux éditions Dargaud, il retrace la course étape par étape jusqu'à la victoire finale d'Octave Lapize.
Lors de la signature de son contrat avec l'équipe La Française, Octave Lapize autorise la vente d'accessoires cyclistes à son nom. Ainsi la marque Lapize regroupe plusieurs coureurs, dont Robert Grassin qui participe au Tour de France en 1922 avant de se consacrer à la piste ou encore le Belge Paul Deman, vainqueur de Paris-Tours en 1923 sur un vélo de la marque. Des chaussures, des cale-pieds, des courroies sont commercialisés sous le nom Lapize et largement répandus dans le peloton jusque dans les années 1980. En 2015, la société Zéfal fabrique encore ces différents accessoires : environ 100 000 exemplaires de cale-pieds sont vendus à travers le monde, de même qu'un modèle de pompe à vélo en acier aluminium qui s'écoule à 50 000 exemplaires.

## Palmarès
Les principaux éléments du palmarès d'Octave Lapize sont présentés ci-dessous.

### Palmarès amateur
| - 1905 - 2e de Paris-Amiens - 1906 - Grand Prix de Villiers - 1907 - Champion de France de cyclo-cross - Champion de France des 100 km sur route - Paris-Chartres - Prix Vabor - 3e étape du Tour de Belgique amateurs - 2e de Paris-Rouen | - 1908 - Bol d'or amateurs - Paris-Auxerre - 2e de Paris-Amiens - 2e de Paris-Château-Thierry - 2e du championnat de Paris - 2e de Paris-Dieppe - Médaillé de bronze du 100 km des Jeux olympiques de Londres |  |

### Palmarès professionnel
| - 1909 - Paris-Roubaix - Paris-Dreux - Milan-Varèse - 3e du championnat de France de cyclo-cross - 4e du Tour de Lombardie - 1910 - Tour de France : - Classement général - 5e, 9e, 10e et 14e étapes - Paris-Roubaix - 2e de Paris-Bruxelles - 1911 - Champion de France sur route - Paris-Roubaix - Paris-Tours - Paris-Bruxelles - 2e de Paris-Brest-Paris | - 1912 - Champion de France sur route - Paris-Bruxelles - 6e étape du Tour de France - Circuit de Touraine - Six Jours de Bruxelles (avec René Vandenberghe) - Six Heures de Paris (avec Émile Georget) - 4e de Paris-Roubaix - 1913 - Champion de France sur route - Paris-Bruxelles - Six Heures de Paris (avec Victor Dupré) - 2e des Six Jours de Paris (avec Victor Dupré) - 1914 - 8e étape du Tour de France - 2e des Six Jours de Bruxelles (avec Jules Miquel) |  |

### Résultats sur le Tour de France
6 Participations
- 1909 : abandon (5e étape)
- 1910 : Vainqueur du classement général et des 5e, 9e, 10e et 14e étapes
- 1911 : abandon (4e étape)
- 1912 : abandon (9e étape) et vainqueur de la 6e étape
- 1913 : abandon (3e étape)
- 1914 : abandon (10e étape) et vainqueur de la 8e étape

### Records

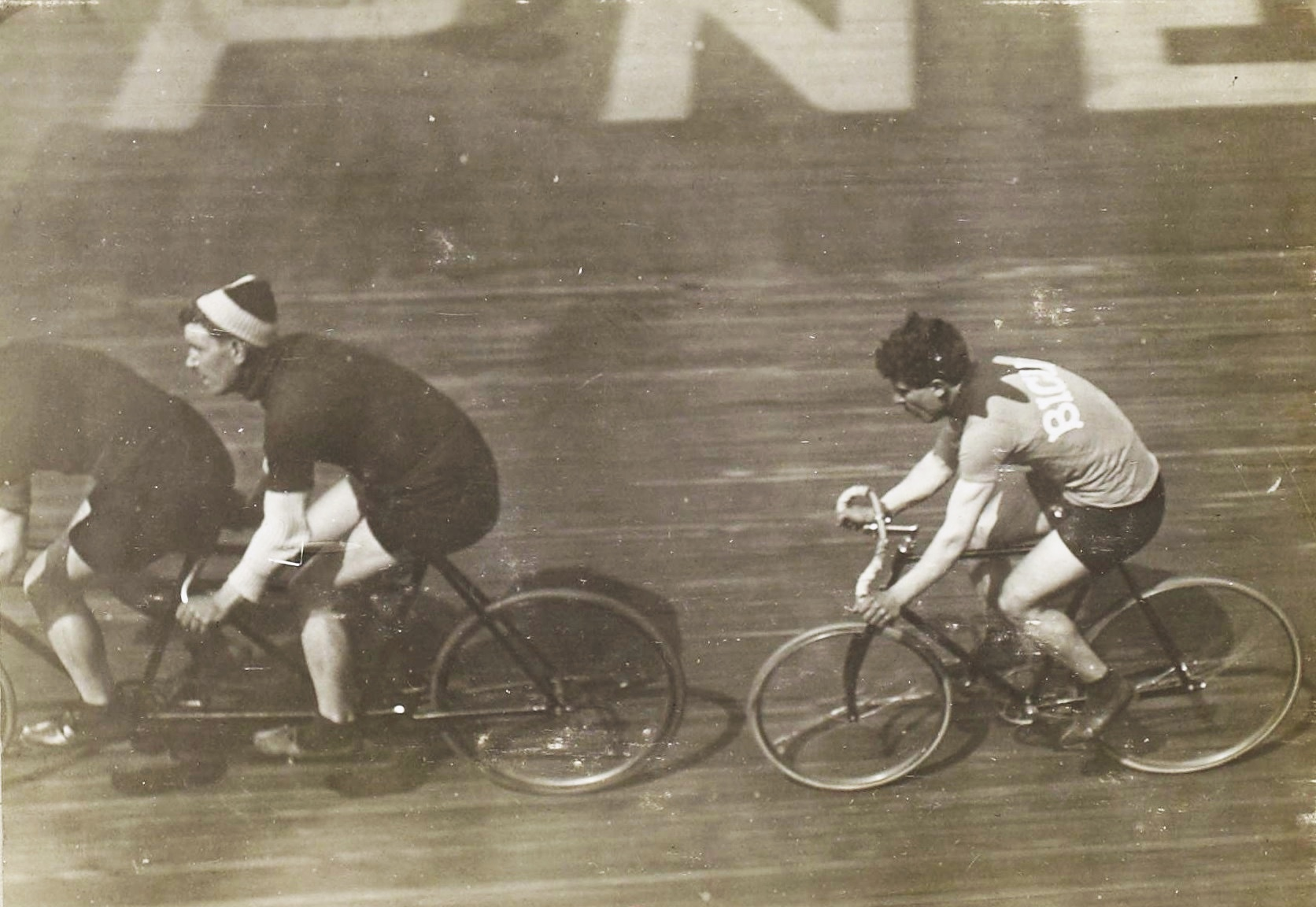
Octave Lapize en piste lors de son record des 100 kilomètres derrière tandem en 1909.

- Record du monde de l'heure derrière moto (82,758 km) en 1908
- Record du monde de l'heure derrière tandem (50,925 km) en 1912
- Record du monde des 100 km derrière tandem (2 h 6 min 38 s) en 1909
- Record du monde des 100 km derrière tandem (2 h 2 min 3 s) en 1912